# Borussia-Park
Borussia-Park er et stadion i Mönchengladbach i den  vestligste del af delstaten Nordrhein-Westfalen i Tyskland. Til daglig spiller fodboldklubben Borussia Mönchengladbach på stadion. Der er plads til 54.074 tilskuere og det har kostet 86,9 millioner euro at bygge. Det er også blevet brugt til VM i kvindefodbold 2011.
51°10′28″N 6°23′08″Ø / 51.174583333333°N 6.3854638888889°Ø